# Riggisberg
Riggisberg é uma comuna da Suíça, no Cantão Berna, com cerca de 2.005 habitantes. Estende-se por uma área de 7,72 km², de densidade populacional de 260 hab/km². Confina com as seguintes comunas: Burgistein, Kirchenthurnen, Lohnstorf, Mühlethurnen, Rüeggisberg, Rümligen, Rüti bei Riggisberg.
A língua oficial nesta comuna é o Alemão.

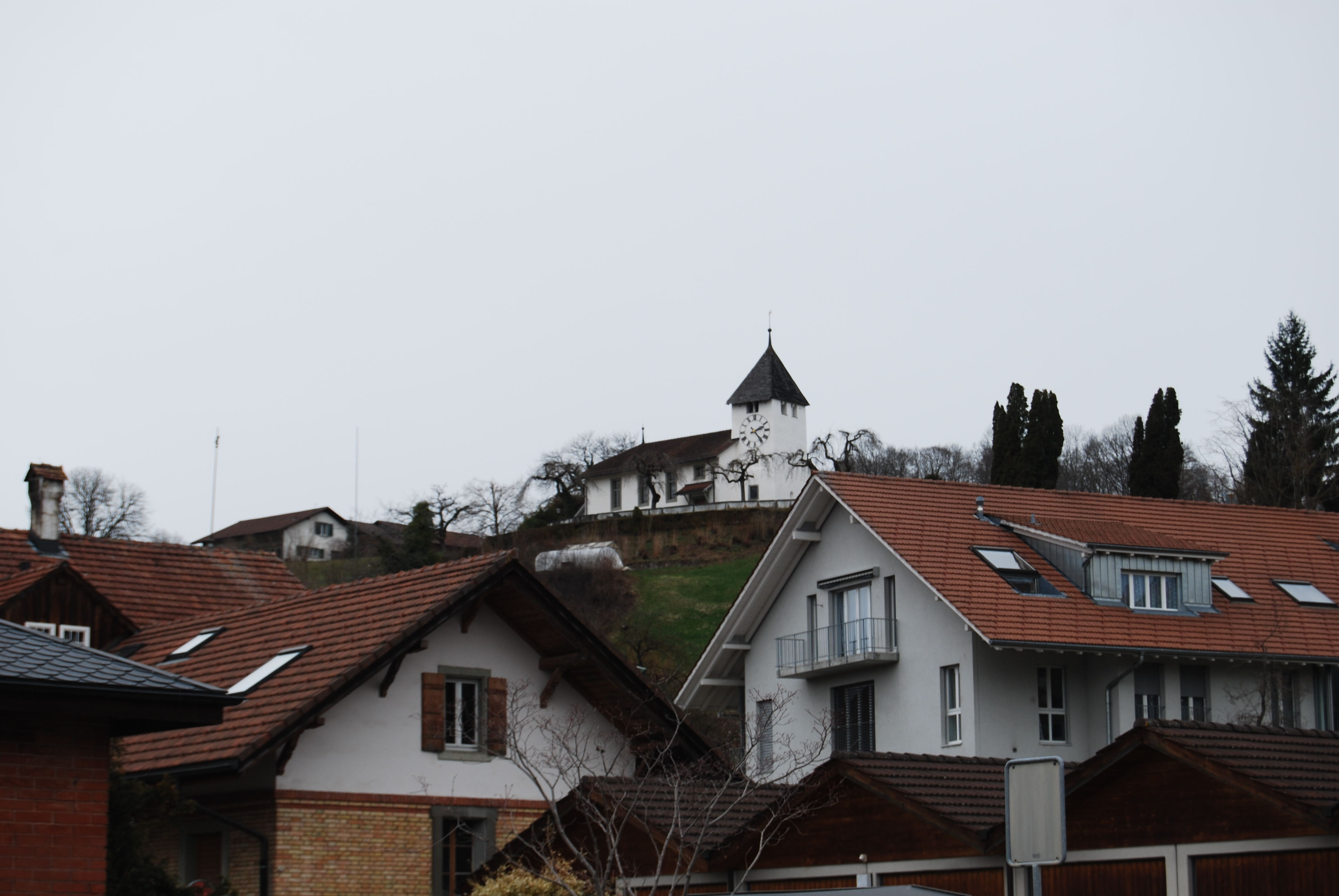
Riggisberg